# 孫逖
孙逖（696年—761年），潞州涉县（今河北涉县）人，唐玄宗时期大臣、文学家、诗人。

## 家世
出自乐安孙氏，孙氏之先，盖齐大夫书之后。晋有长秋卿道恭生顗，避地于魏之武水。故属乐安，后世居焉。顗五代孙惠蔚。后魏光禄大夫。惠蔚曾孙仲将，为孙逖曾祖父，寿张丞。祖父孙希莊，為韓王府典籤。父孙嘉之，天册年进士擢第，又以书判拔萃，授蜀州新津主簿。历曲周、襄邑二县令，以宋州司马致仕，卒年八十三。母亲广平宋氏，蒲州安邑县令宋斌之孙，滑州司士参军宋鬱之女。

## 生平
孙逖自幼能文，文思敏捷。年十五，見雍州长史崔日用，令作《土火炉赋》，揮筆而就，文理精妙。崔日用惊讶不已，两人成为忘年之交。开元初，应哲人奇士举，授山阴尉。迁秘书省正字。開元十年（722年）經崔日用推薦，唐玄宗親至洛陽城門接見，令户部郎中考其文才。应制登文藻宏丽科，被任命为左拾遗。開元中，三擅甲科。開元二十一年，入為考功员外郎、集賢院修撰。孙逖掌管选拔贡士二年，多得俊才，他选拔的杜鸿渐、颜真卿、李华、萧颖士、赵骅等人，有的成为宰相、尚书，有的成为海内名士。開元二十四年，與苗晉卿同拜中書舍人，開元二十六年父丧丁忧，二十九年服阕，复为中书舍人。其年充河东黜陟使。天宝三载，权判刑部侍郎。五载，以风病求散秩，改太子左庶子，終太子詹事。卒於唐肅宗上元二年（761年）。广德二年，诏赠尚书右仆射，諡曰文。有集三十卷。

## 家族
- 弟孙遹、孙遘、孙造。
- 子孙宿、孙绛、孙成。

## 延伸阅读
[在维基数据编辑]
 在维基文库阅读此作者作品
 《舊唐書/卷190中》，出自刘昫《舊唐書》